# Oratório Recreativo Clube
L'Oratório Recreativo Clube és un club de futbol brasiler de la ciutat de Macapá a l'estat d'Amapá.

## Història
El club va ser fundat el 15 d'agost de 1969, per membres de la comunitat de l'Església de Nossa Senhora da Conceição. L'equip masculí guanyà el Campeonato Amapaense l'any 2012.

## Palmarès
- Campionat amapaense:
  - 2012

## Estadi
L'Oratório Recreativo Clube disputa els seus partits a l'Estadi Zerão. L'estadi té una capacitat per a 10.000 espectadors.